# Lido (Lidia)
Lido (en griego antiguo: Λυδός, Lydós) es una figura legendaria del II milenio a. C., de quien Heródoto atestigua que fue uno de los primeros reyes de Lidia, entonces probablemente conocido como Meonia y epónimo de la propia Lidia (Asia Menor) y los lidios.

## Genealogía
Según Heródoto, era hijo de Atis y nieto de Manes.

Dionisio de Halicarnaso, en cambio da la siguiente genealogía:
«El primer rey de esta tierra, hijo de Zeus y Gea, fue Manes; de éste y Calírroe, la hija de Océano, nació Cotis, que casándose con Halia, hija de Tilo, el nacido de la tierra, tuvo dos hijos, Asies y Atis; de Atis y Calitea, la hija de Coreo, nacieron Lido y Tirreno».
Tirreno, hermano de Lido es el héroe de los tirrenos (nombre griego para los etruscos). 

## Mitología
Fue elegido por su padre para quedarse en casa durante la hambruna que azotó las tierras de su reino mientras que su hermano Tirreno se vio obligado a emigrar.
Según Heródoto, Meonia fue llamada Lidia después del reinado de Lido.